# ミッシャ・ディヒター
ミッシャ・ディヒター（Misha Dichter, 1945年9月27日 – ）はアメリカ合衆国のピアニスト。ニューヨーク在住。
第二次世界大戦中に中国大陸に亡命していたユダヤ系ポーランド人を両親に上海に生まれ、2歳のときに両親に連れられロサンジェルスに移住。6歳から同地でピアノの学習を始めた。ジュリアード音楽院に進んでからは、まだロジーナ・レヴィーンに師事していた1966年に、モスクワのチャイコフスキー国際コンクールで準優勝し、職業音楽家への道を実現させることとなった。また、ジュリアード音楽院に在籍中に現在のシーパ夫人とめぐり逢って結婚し、2人でピアノ二重奏を組むようになった。
録音数も数多く、わけてもリストの《ハンガリー狂詩曲》やムソルグスキーの《展覧会の絵》、ガーシュウィンの《ラプソディ・イン・ブルー》が名高い。